# 1er janvier 2019
Le mardi 1er janvier 2019 est le 1er jour de l'année 2019.

## Décès
Par ordre alphabétique.
- Raymond Ramazani Baya, homme politique congolais.
- Dagfinn Bakke, artiste peintre et illustrateur et dessinateur de presse norvégien.
- Joan Guinjoan, compositeur espagnol.
- Larry Weinberg, promoteur immobilier américain.

## Événements
- Investiture de Jair Bolsonaro à la présidence du Brésil.
- La Roumanie prend la présidence tournante de l'Union européenne, succédant à l'Autriche.
- New Horizons survole 2014 MU69 dit alors Ultima Thulé et renommé depuis Arrokoth, l'objet le plus lointain jamais exploré par l'humanité[1],[2].